# Naturtheater Steinbach-Langenbach

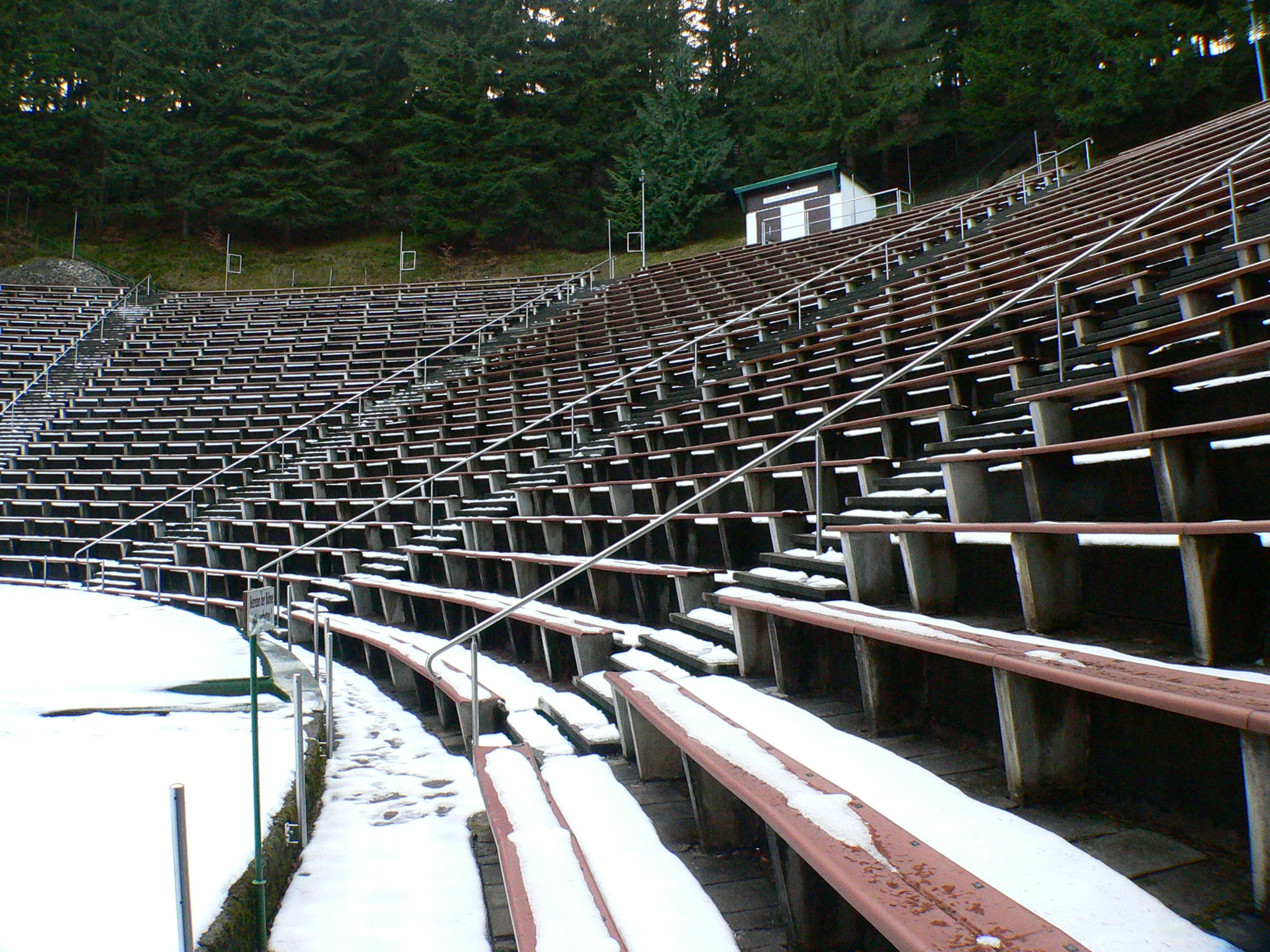
Tribüne

Das Naturtheater Steinbach-Langenbach ist eine Naturbühne in der Gemeinde Schleusegrund in Thüringen. Sie liegt im Waldgebiet zwischen den Ortsteilen Steinbach und Langenbach im Naturpark Thüringer Wald. Das Naturtheater Steinbach-Langenbach bietet etwa 3.000 Sitzplätze und ist Thüringens größte Naturbühne.
Bis Ende der 1980er Jahre war die offizielle Bezeichnung „Naturtheater Deutsch-Sowjetische Freundschaft“; in der Bevölkerung entstand die Bezeichnung „Theater im Grünen“.

## Geschichte
Auf einer Einwohnerversammlung in Langenbach 1955 wurde die Errichtung des Naturtheaters beschlossen, um den Bitten der Bürger nach Berücksichtigung der kulturellen Belange der Walddörfer entgegenzukommen.
Der erste Spatenstich zur Errichtung des Naturtheaters fand am 23. Juni 1955 statt. Die ersten Erdarbeiten begannen am 24. Juli 1955.
Der Aufbau geschah in Freiwilligenarbeit im Nationalen Aufbauwerk (NAW).
Die Einweihung der Naturbühne fand am 30. Juni 1957 statt. Bei der Einweihungsfeier traten am Nachmittag viele Ensembles auf, darunter die Volkstanzgruppe Eisfeld, die Jodlergruppe Lauscha, das Staatliche Sinfonieorchester Suhl mit Sitz in Hildburghausen und der Volkschor Viernau.
Die erste Aufführung fand am 10. Juli 1957 durch das Meininger Theater mit dem Stück „Die Räuber“ von Friedrich Schiller (Regie Fritz Bennewitz) statt. Anfang August wurde die Oper Der Freischütz von Carl Maria von Weber aufgeführt. In der ersten Spielzeit 1957 wurden bei 18 Vorstellungen zusammen etwa 16.000 Besucher gezählt. Im folgenden Jahr 1958 wurden bei 32 Aufführungen etwa 52.000 Besucher gezählt. Die darauf folgende Saison 1959 war mit 84.678 Besuchern bei 40 Vorstellungen die erfolgreichste der Naturbühne.
35 Spielzeiten lang, von 1957 bis 1991, bespielte das Meininger Theater regelmäßig die Naturbühne. Die über 1200 Aufführungen in dieser Zeit sowie einige Blasmusikfeste und wenige andere Veranstaltungen wie Rockkonzerte wurden insgesamt von knapp 1,9 Millionen Personen besucht.
Seit 1993 wird das Theater durch die in diesem Jahr gegründete Naturtheater Steinbach-Langenbach Betriebs GmbH (Geschäftsführer Dieter Semmelmann) betrieben. Es werden jährlich etwa 40.000 Besucher gezählt.

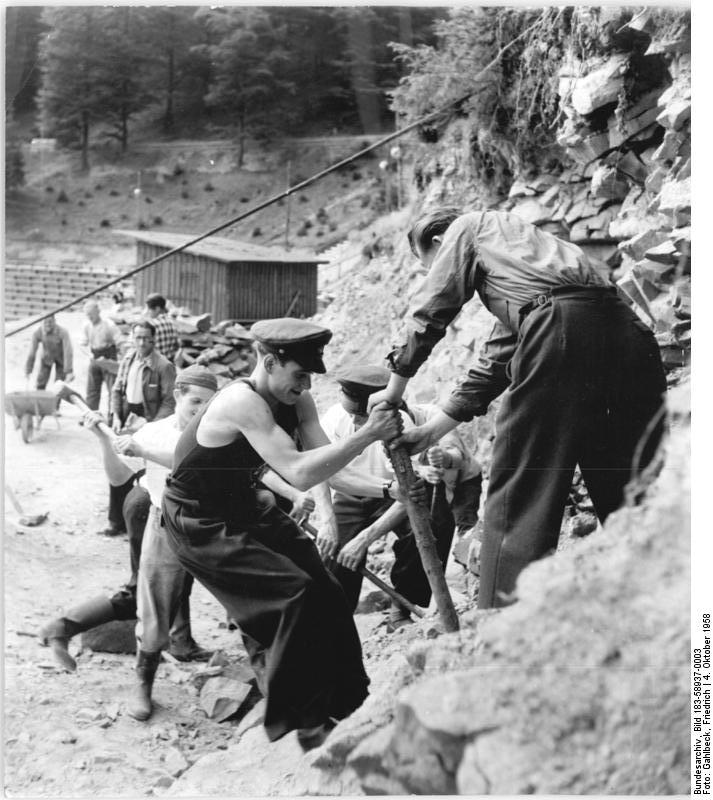
Bau des Naturtheaters …
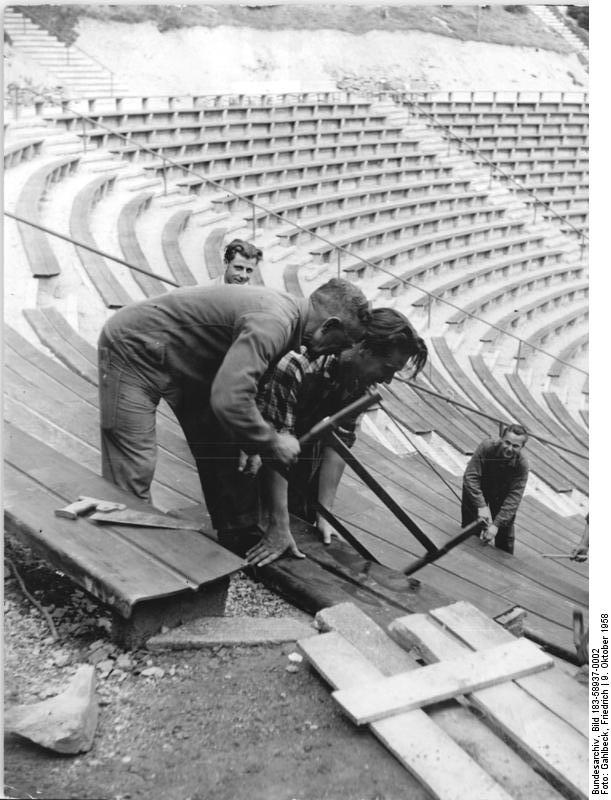
… 1958
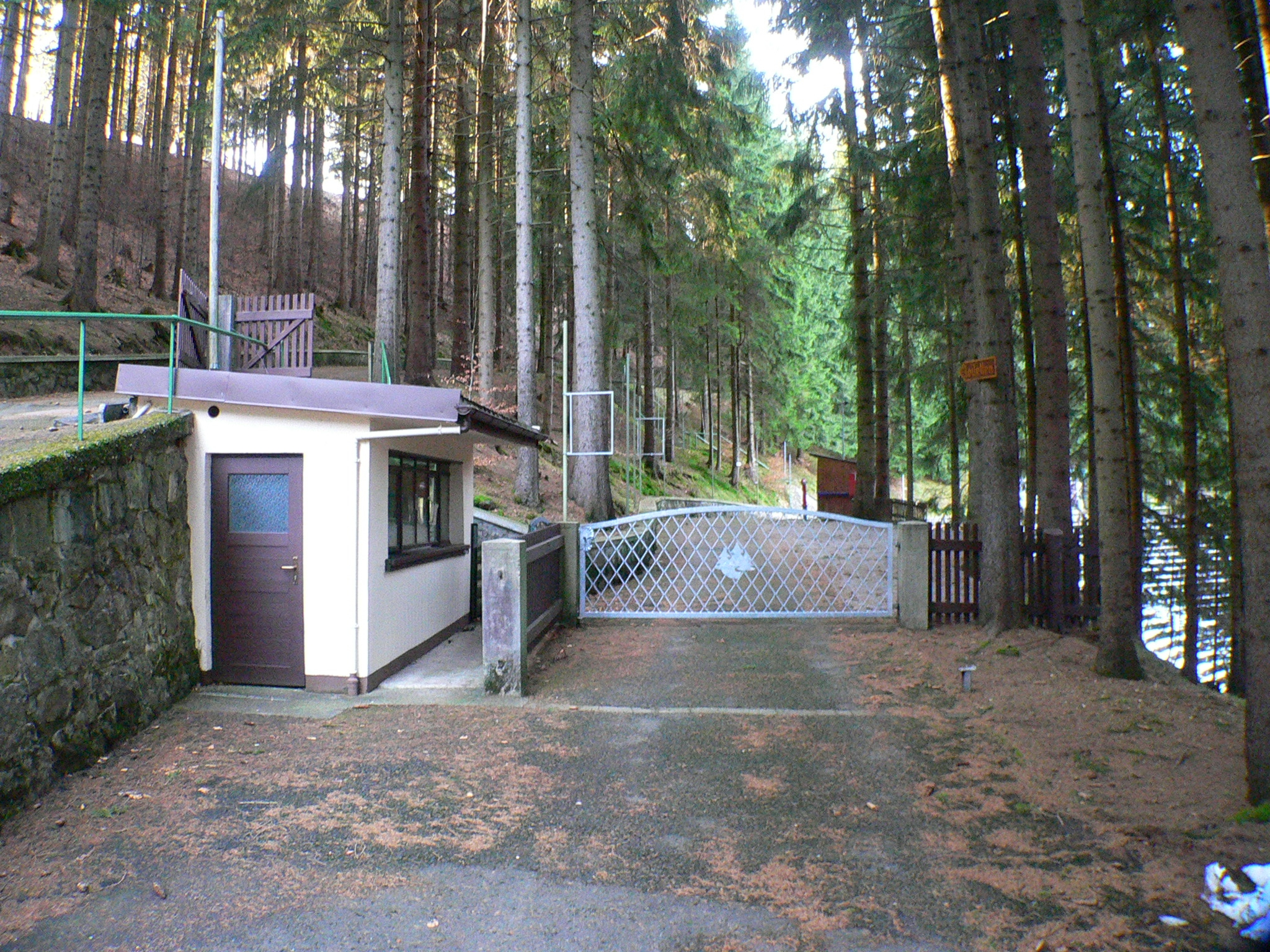
Eingangsbereich
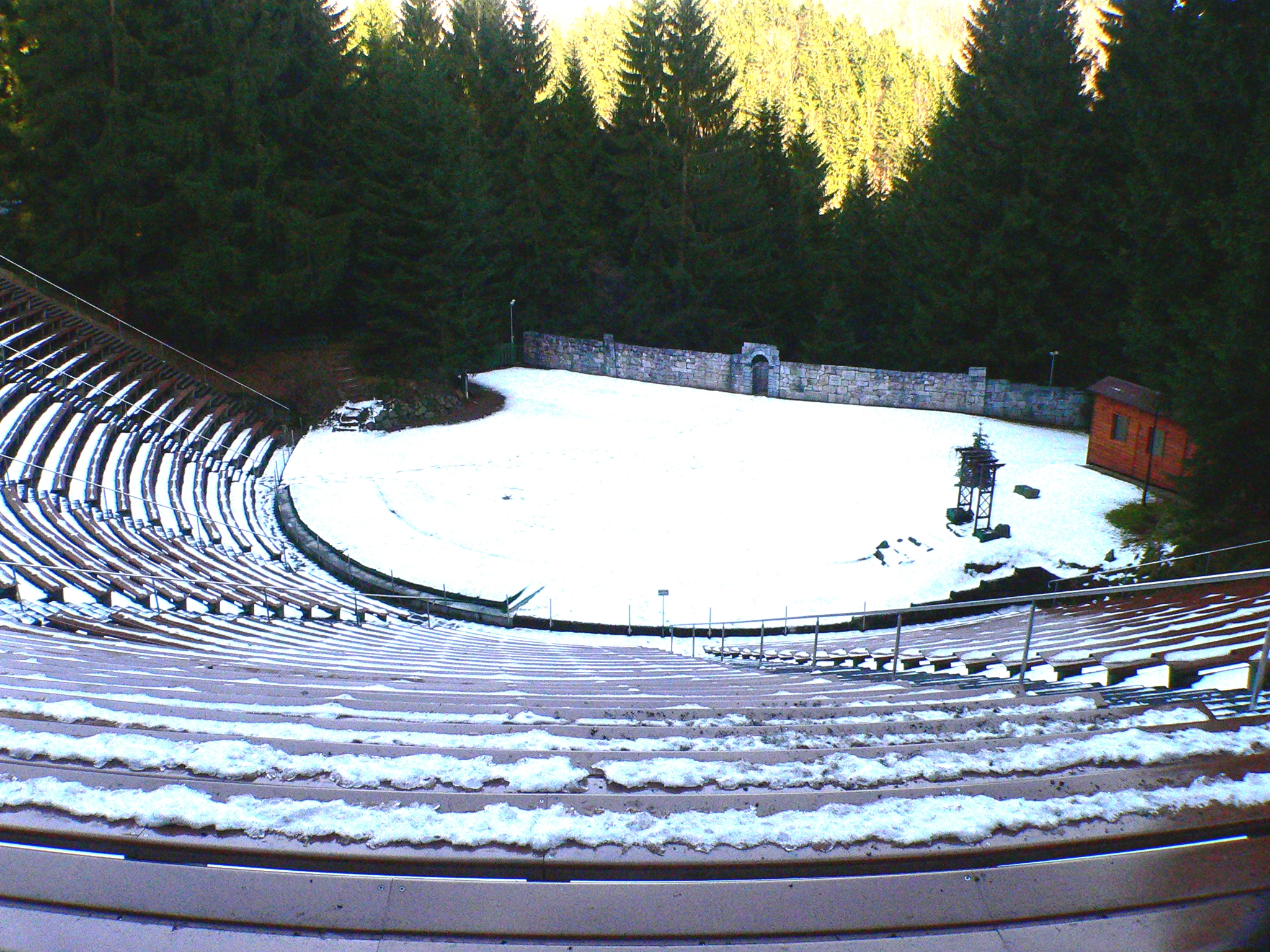
Tribüne und Bühne
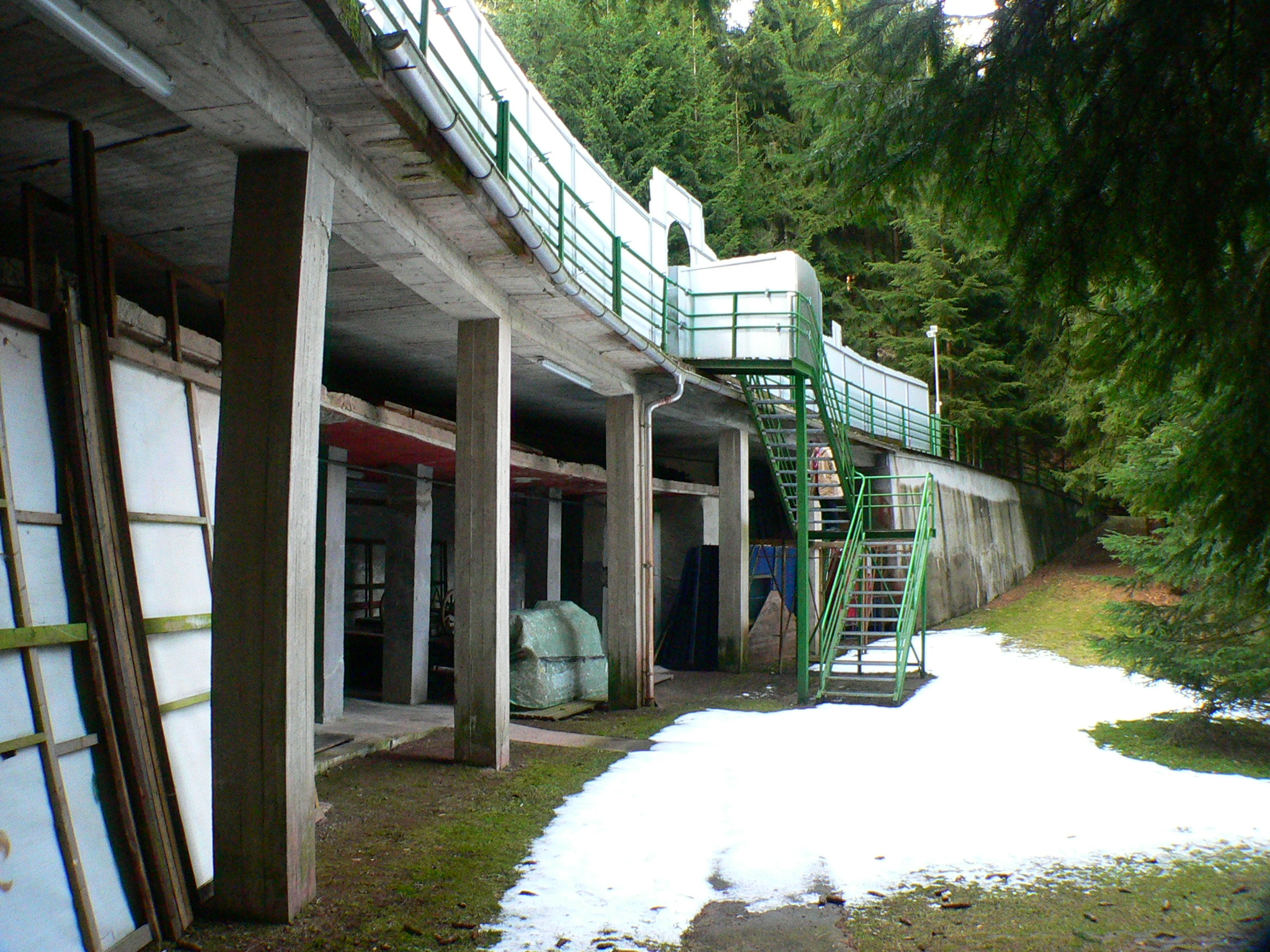
Unterbühne
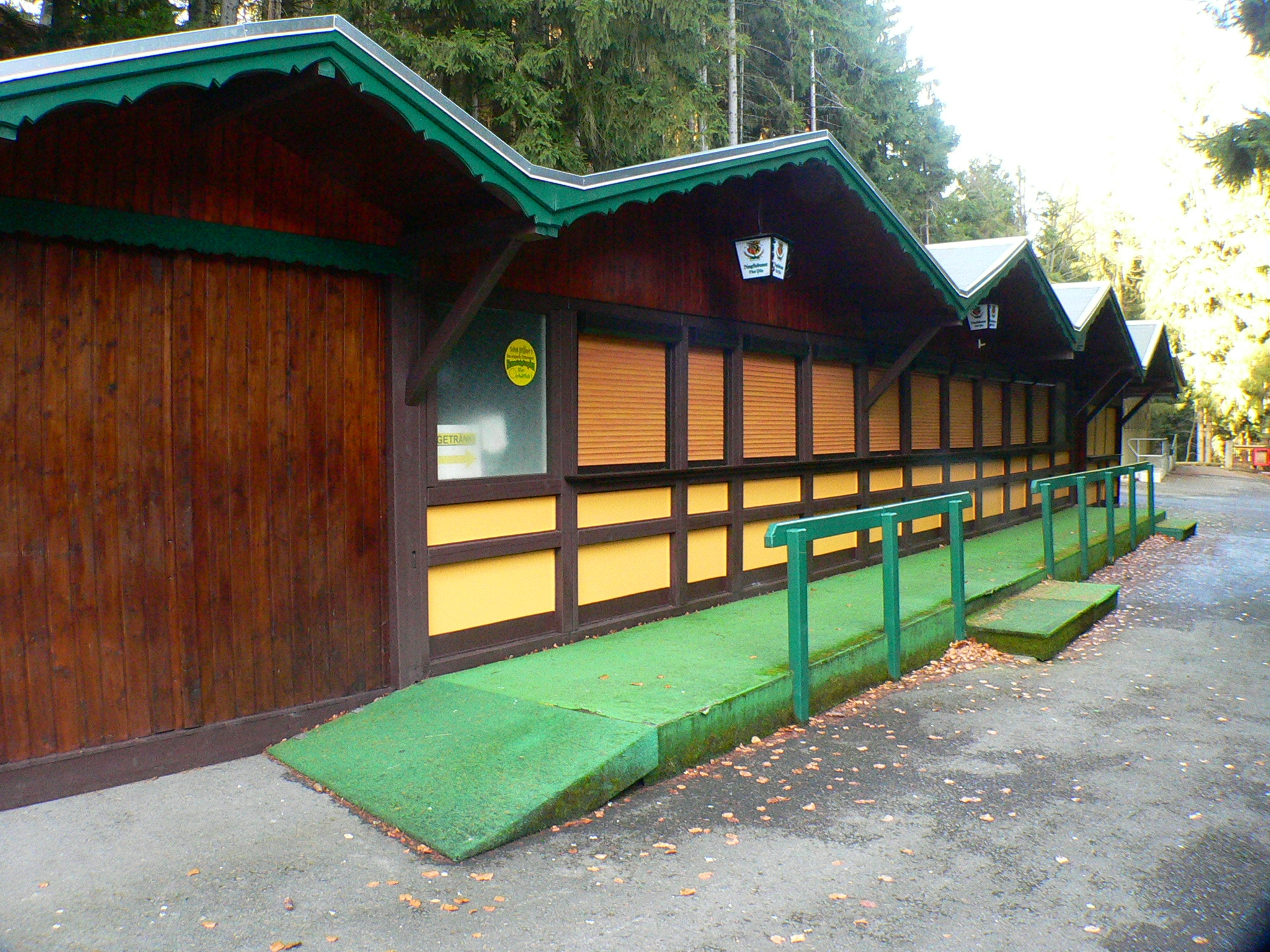
Wirtschaftsgebäude